# Jasmine Guy
Jasmine Guy (Boston, Massachusetts, Estados Unidos; 10 de marzo de 1962) es una actriz, directora, cantante y bailarina estadounidense, más conocida por su papel de Whitley Gilbert en la comedia de situaciones A Different World.

## Primeros años
Nacida en Boston (Massachusetts), de padre afroamericano y madre portuguesa, Jasmine creció en el histórico barrio de Atlanta (Georgia), donde asistió a la escuela Arts High School (ahora North Atlanta High School). Su madre es Jaye (nacida en 1930) exprofesora de secundaria y su padre el Reverendo William Guy (nacido en 1928), fue pastor de la iglesia Friendship Baptist de Atlanta, y también fue instructor en la universidad de filosofía y religión. A la edad de diecisiete años, se mudó a Nueva York para estudiar danza en el Alvin Ailey American Dance Center.

## Actuación

### Televisión
Jasmine comenzó su carrera en televisión con un papel como bailarina, en diez episodios de la serie de televisión de 1982 Fama, bajo la dirección de la coreógrafa Debbie Allen. Después de mudarse a California, tuvo un papel en 1991 en un episodio de El príncipe de Bel-Air, interpretaba a Kayla, una de las novias de Will Smith.
En 1992, Jasmine apareció en la serie de la CBSStompin' at the Savoy con Vanessa Williams y, de nuevo, bajo la dirección de Debbie Allen, y en 1993 interpretó a la madre de Halle Berry en la miniserie de la CBS Alex Haley's Queen, basado en el libro de Haley; Queen: The Story of an American Family. 
En 1995, Jasmine apareció interpretando a Caitlin Mills, un interese amoroso de Pete Burns, en la serie Melrose Place, y en 1996 apareció en Living Single interpretando a una psicóloga con síntomas de trastorno bipolar. También interpretó a Kathleen, un ángel caído en el drama de la CBS Tocados Por Un Ángel desde 1995 hasta 1997. 
En 2002, Jasmine prestó su voz para una serie animada Cyberchase, interpretando a Ava, la reina del ciberespacio Symetria, e hizo un cameo en el spin-off de la serie Moesha, The Parkers. En 2003, Jasmine lee como Mary Estes en el documental de HBO Unchained Memories: Readings from the Slave Narrative.
Jasmine protagonizó junto a Ellen Muth y Mandy Patinkin en la serie Tan muertos como yo, creado por Bryan Fuller. La serie tuvo 29 episodios en dos temporadas en 2003 y 2004 en Showtime. Jasmine interpretaba a Roxy Harvey, un agente de policía y uno del grupo de las parcas, el cual se entorna la serie. Jasmine fue nominada en 2005 NAACP Image Award en Actriz secundaria de serie drama por ese papel. Más tarde actuó en la película que se estrenó en 2009 por el canal Syfy. 
En 2009, Jasmine actuó en The People Speak, un documental que utiliza representaciones dramáticas y musicales de cartas, diarios y discursos de todos los americanos, basado en "La historia del pueblo de Estados Unidos" del historiador Howard Zinn. Una amplia mirada a los derechos civiles en Estados Unidos. The People Speak lo produjo y fue emitido por el canal History.
En 2010, fue vista en la segunda temporada de Liftime's Drop Dead Diva como jurado. Desde 2009 hasta 2011 Jasmine interpretó un papel en la serie de la cadena The CW, The Vampire Diaries como Sheila "Grams" Bennet, la abuela de Bonnie (Katerina Graham), que resulta ser descendiente de la brujas de Salem. Ambas series se graban en Atlanta. 
Casi 20 años después de la sexta y última temporada de la serie, Jasmine sigue siendo hoy en día más conocida por su papel de Whitley Gilbert en la serie de televisión A Different World. Un spin-off de The Cosby Show, creada por el mismo Cosby, la serie fue emitida desde 1987 hasta 1993 por la NBC. Jasmine escribió tres episodios y dirigió uno, además de aparecer en cada episodio. Jasmine fue nominada y ganó seis premios consecutivos en los NAACP Image Awards por Mejor Actriz en Serie de Comedia, desde 1990 hasta 1995. Ha recibido más veces ese premio que cualquier otra actriz.

### Películas
La primera aparición en la gran pantalla de Jasmine fue en 1988 en el musical Spike Lee. Jasmine interpretó el papel de Dina. El rodaje terminó justo antes de que esta se uniera al elenco de A Different World. 
Al año siguiente, Jasmine apareció en la película Harlem Nights con Eddie Murphy y Richard Pryor. En 1997, presto su voz a la película de animación Cat's Don't Dance interpretando a Sawyer. En 2011, apareció en la película October Baby.

## Música
Durante A Different World, Jasmine lanzó su álbum debut homónimo en 1990. El álbum alcanzó el puesto 143 en el US Top 200 Álbum Chart y lanzó tres sencillos: «Try Me» (US R&B #14); «Another Like My Lover» (US #66, US R&B #9) y «Just Want To Hold You» (US #34, US R&B #27), con el último sencillo obtuvo su puesto en el US Top 40 Singles Chart.

## Vida personal
Jasmine se casó con Terrence Duckett en agosto de 1998. La pareja tuvo una hija llamada Imani, nacida en 1999. En abril de 2008, la revista People informó que Jasmine y Terrence se estaban divorciando después de diez años de matrimonio debido a diferencias irreconciliables. Jasmine y su hija viven ahora en Atlanta.
Jasmine era muy buena amiga del rapero Tupac Shakur, a quien conoció a través de su coprotagonista de A Different World, Jada Pinkett Smith. Jasmine colaboró con la madre de Tupac, Afeni, para escribir una biografía de su vida como una ex Black Panther.

## Filmografía

### Películas
| Año  | Título                         | Papel              | Notas            |
| ---- | ------------------------------ | ------------------ | ---------------- |
| 1988 | School Daze                    | Dina               |                  |
| 1989 | Runaway                        | Charlene "Charlie" | Película para TV |
| 1989 | Harlem Nights                  | Dominique La Rue   |                  |
| 1995 | Klash                          | Blossom            |                  |
| 1997 | Cats Don't dance               | Sawyer             | Voz              |
| 1998 | Madeline                       |                    |                  |
| 1999 | Guinevere                      | Linda              |                  |
| 1999 | Lillie                         | Sylvia             |                  |
| 2000 | The Law Of Enclosures          |                    |                  |
| 2000 | Diamond Men                    | Tina               |                  |
| 2001 | Dying on the Edge              | Micki              |                  |
| 2006 | The Heart Specialist           | −                  |                  |
| 2008 | Tru Loved                      | Cynthia            |                  |
| 2009 | Dead Like Me: Life After Death | Roxy Harvey        |                  |
| 2010 | Stomp the Yard 2: Homecoming   | Janice             |                  |
| 2011 | Blossoms for Clara             | Clara Dukes        |                  |
| 2011 | October Baby                   | Nurse Mary         |                  |
| 2012 | What About Us?                 | Arlene Gomes       |                  |
| 2013 | Scary Movie 5                  | Madre de Kendra    |                  |
| 2024 | Not Another Church Movie       | Miss Mildew        |                  |

### Series
| Año       | Título                                          | Papel                        | Notas                |
| --------- | ----------------------------------------------- | ---------------------------- | -------------------- |
| 1982      | Fama                                            | Bailarina                    | 10 episodios         |
| 1986      | The Equalizer                                   | Gloria                       | 1 episodio           |
| 1987      | At Mother's Request                             | Bank Teller                  | Película de TV       |
| 1987–1993 | A Different World                               | Whitley Marion Gilbert Wayne | 136 episodios        |
| 1990      | A Killer Among Us                               | Theresa Hopkins              | Película de TV       |
| 1991      | El príncipe de Bel-Air                          | Kayla Samuels                | 1 episodio           |
| 1992      | Stompin' at the Savoy                           | Alice                        | Película de TV       |
| 1993      | Boy Meets Girl                                  | Lena                         | Película de TV       |
| 1993      | Alex Haley's Queen                              | Easter                       | Miniserie            |
| 1995      | Going, Going, Almost Gone! Animals in Danger    | Voces                        | Película de TV       |
| 1996      | America's Dream                                 | Elna Du Vaul                 | Película de TV       |
| 1997      | Perfect Crime                                   | Capt. Darnell Russell        | Película de TV       |
| 1995      | Melrose Place                                   | Caitlin Mills                | 2 episodios          |
| 1995      | NYPD Blue                                       | LaVonna Runnels              | 1 episodio           |
| 1995      | Touched by an Angel                             | Kathleen                     | 3 episodios          |
| 1996      | Living Single                                   | Dr. Jessica Bryce            | 1 episodio           |
| 1996      | The Outer Limits                                | Captain Teri Washington      | 1 episodio           |
| 1996      | Lois & Clark: The New Adventures of Superman    | Angela Winters               | 1 episodio           |
| 1997      | Malcolm & Eddie"                                | Paige                        | 1 episodio           |
| 1999      | Partners                                        | Amanda                       | 1 episodio           |
| 1999      | Any Day Now                                     | −                            | 1 episodio           |
| 1999      | Ladies Man                                      | Allegra                      | 3 episodios          |
| 2000      | Happily Ever After: Fairy Tales for Every Child | Frog Princess Lylah (Voz)    | 1 episodio           |
| 2000      | Linc's                                          | Courtney Goode               | 1 episodio           |
| 2001      | Feast of All Saints                             | Juliet Mercier               | Película de TV       |
| 2002      | Cyberchase                                      | Ava, Queen of Symmetria      | 1 episodio           |
| 2002      | The Parkers                                     | Delilah                      | 1 episodio           |
| 2003—2004 | Dead Like Me                                    | Roxy Harvey                  | 29 episodios         |
| 2006      | That's So Raven                                 | Pistáche                     | 1 episodio           |
| 2009      | My Parents, My Sister & Me                      | Keela Goldman                | 1 episodio           |
| 2009—2017 | The Vampire Diaries                             | Sheila Bennett               | 14 episodios         |
| 2010      | Drop Dead Diva                                  | Judge Nona Daniels           | 1 episodio           |
| 2012      | Kasha and the Zulu King                         | Ngazi                        | Película de TV       |
| 2019      | Grey's Anatomy                                  | Gemma Larson                 | Personaje recurrente |
| 2021      | Harlem                                          | Patricia                     | Personaje recurrente |

## Discografía

### Álbumes
- Jasmine Guy (1990)

### Sencillos
- Try Me (1990)
- Another Like My Lover (1991)
- Just Want To Hold You (1991)
- Don't Want Money (1991)